# El Cancho
El Cancho es una montaña del interior de la península ibérica, sierra de Guadarrama —perteneciente al sistema Central— y de las provincias españolas de Segovia y Madrid, con 2042 metros sobre el nivel del mar. El pico forma parte del parque nacional de la Sierra de Guadarrama.
Es la frontera natural y administrativa entre los municipios de Trescasas y Palazuelos de Eresma (Segovia) y Rascafría (Madrid). Es el punto más alto de la localidad de Sonsoto, término municipal de Trescasas.

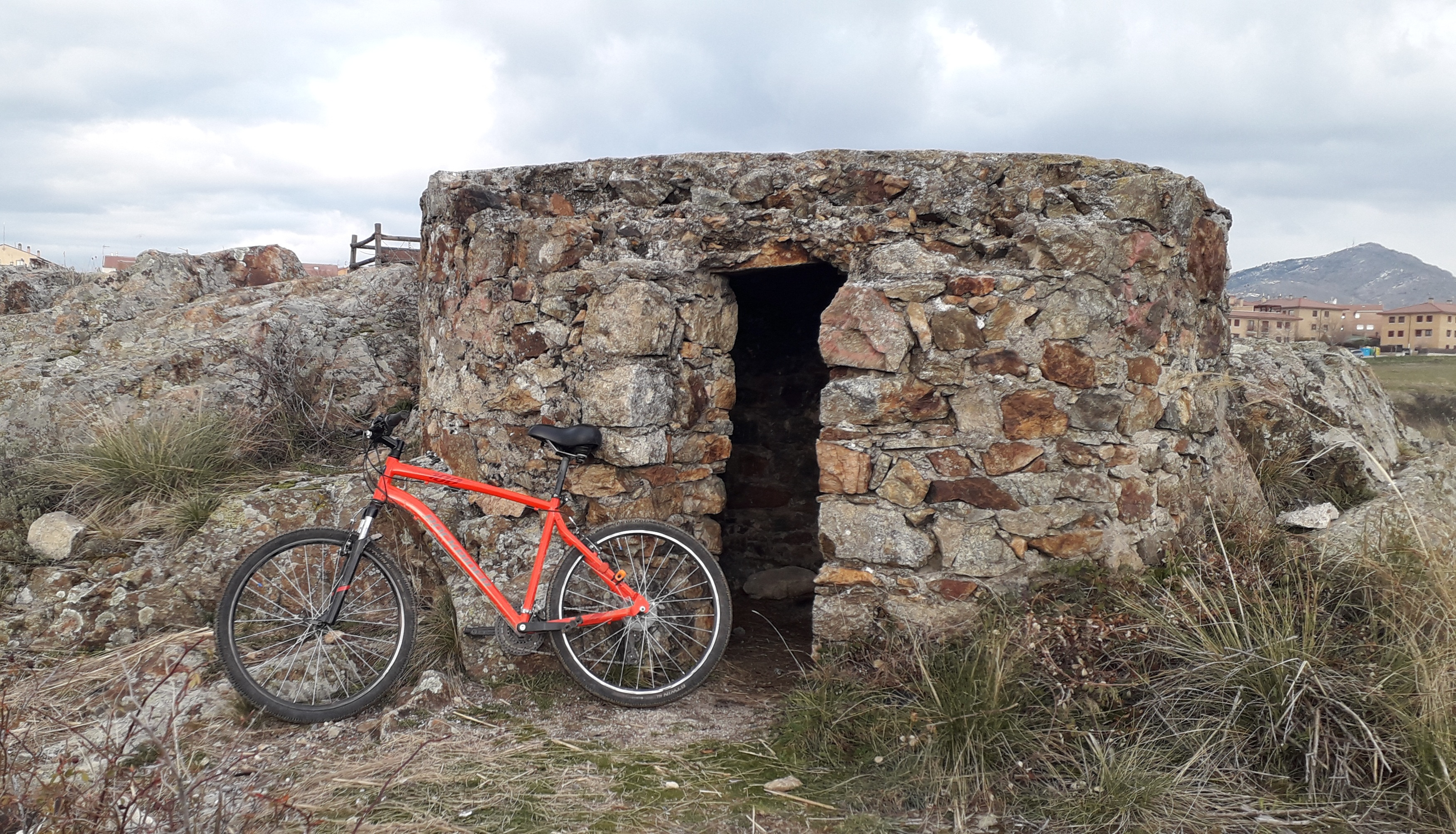
El bien conservado Búnker de Los Barberos en Palazuelos de Eresma sería igual a los edificados en El Cancho, ahora ruinosos

## Patrimonio
En la cima y los alrededores existen multitud de trincheras en muy buen estado de conservación y restos en ruinas de búnkeres pertenecientes al Frente del Agua en la guerra civil española, utilizadas por bando sublevado. Existen además restos de munición y metralla, además latas de conserva del momento semienterradas.

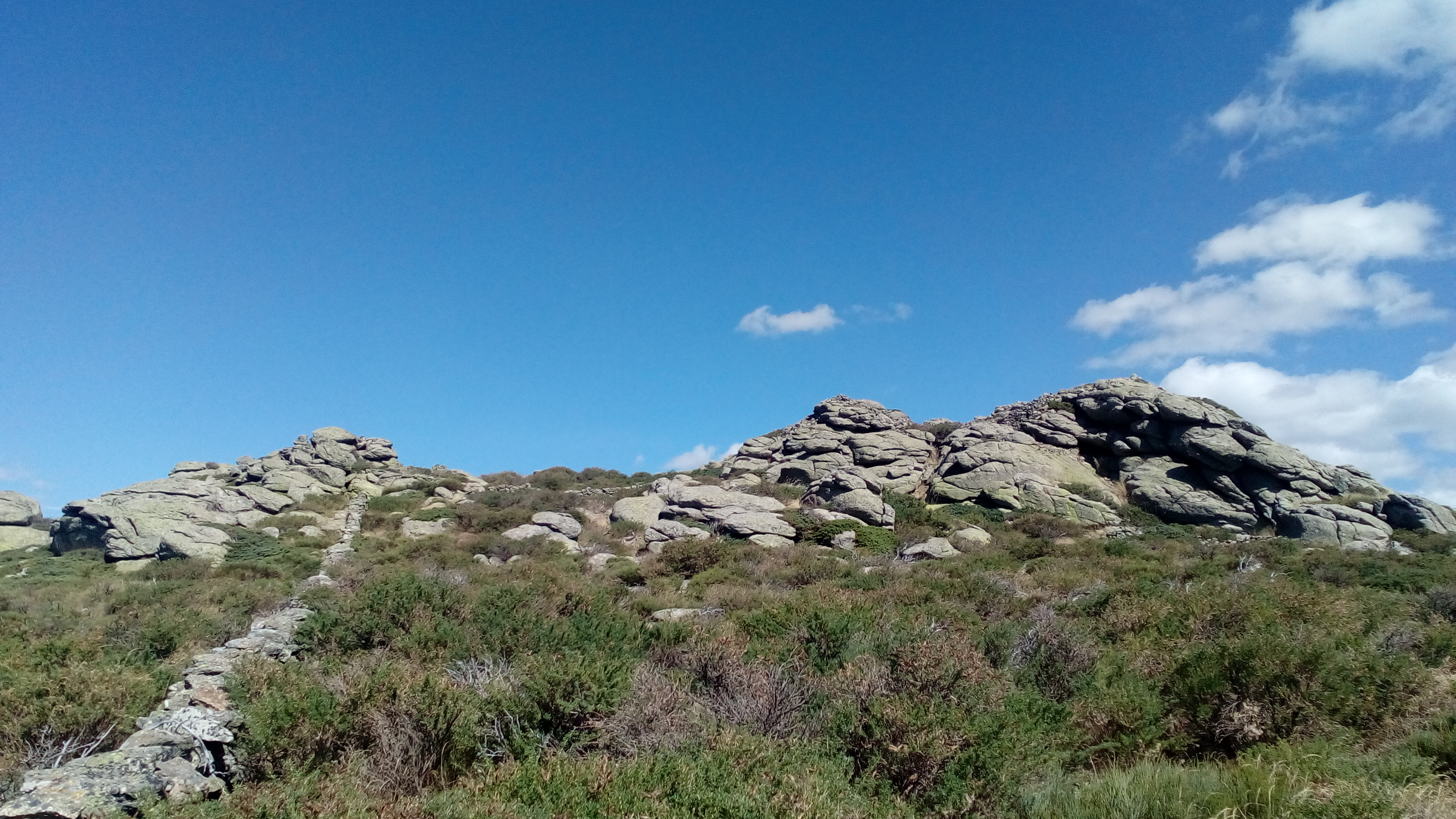
La cerca de piedra separa las localidades segovianas de Palazuelos de Eresma y Sonsoto (Trescasas) respectivamente